# Prewencja (rolnictwo)

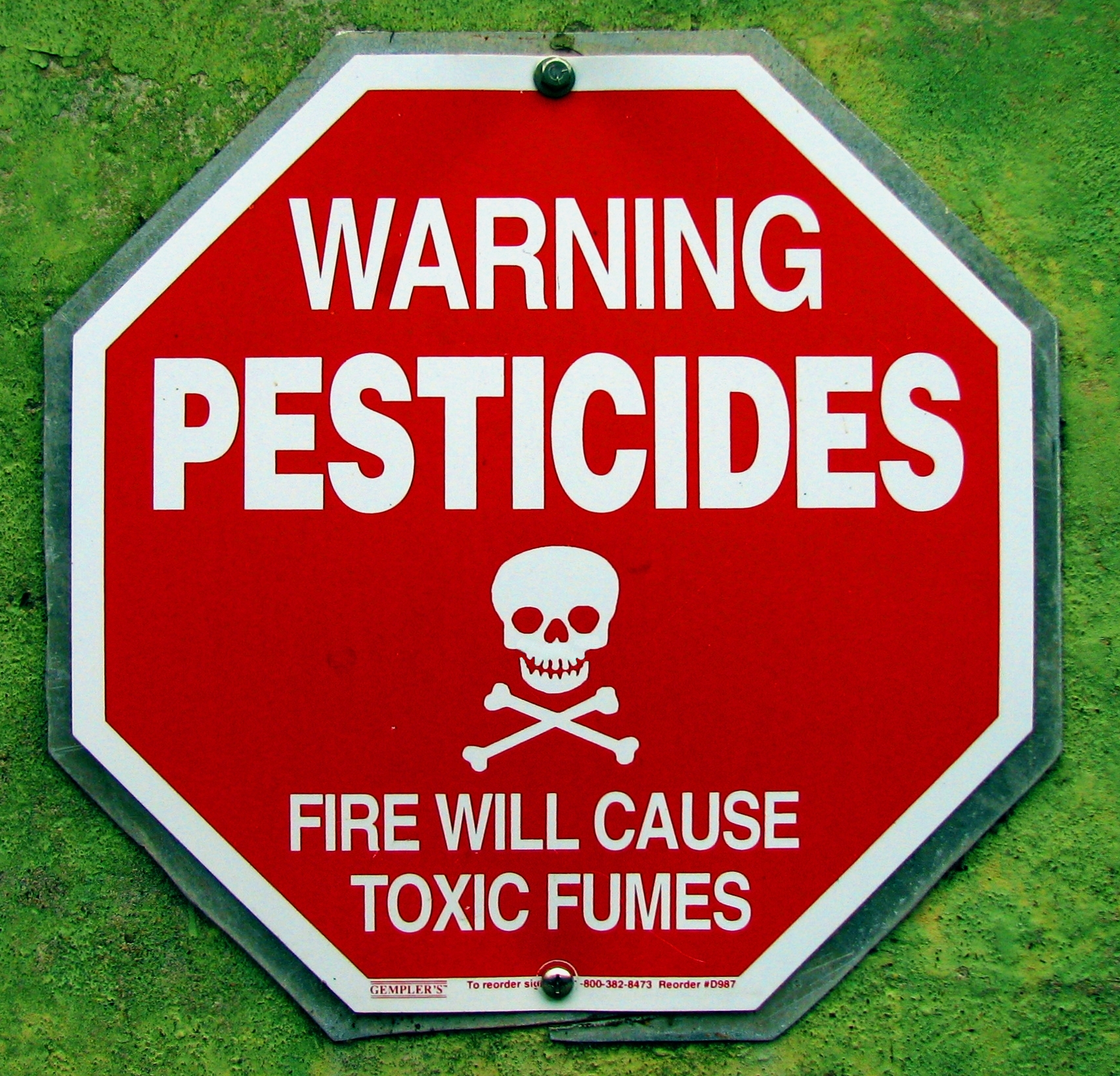

Prewencja, okres prewencji – okres po zabiegu, przez który zabroniony jest dostęp do pola człowiekowi, zwierzętom domowym, oraz nie wolno dopuszczać do oblotu pszczół, jeśli na polu znajdują się kwitnące rośliny. Okres prewencji podany jest w instrukcji stosowania środka ochrony roślin. 